# Мопс дядя Пёс
Мопс дя́дя Пёс, или просто Мопс (настоящее имя — Серге́й Влади́мирович Но́вик; укр. Сергій Володимирович Новик; 9 июня 1973, Белая Церковь — 17 декабря 2019, Бердичев) — украинский треш-стример, ютубер и осуждённый преступник.
Первую популярность получил во время своего последнего тюремного срока в 2013 году, а в 2016 году после освобождения вместе с Андреем Щадило стал проводить прямые трансляции на платформе Twitch, где Новик выполнял всяческие задания от подписчиков за денежное вознаграждение.

## Биография
Родился 9 июня 1973 года в Белой Церкви. В 13 лет на свой день рождения совершил первое преступление: напал на женщину, пытал её паяльником и ограбил. Вскоре он был пойман милицией и осуждён на 4 года.
В 1991 году, чтобы не идти в армию, произвёл акт дефекации у двери кабинета психиатра, после чего был насильно помещён в психиатрическую больницу. Через месяц после выхода из психиатрической больницы снова совершил разбой и был приговорён к 5 годам и 6 месяцам лишения свободы.
В 1997 году вновь был арестован за разбой: во время ограбления Новик прострелил потерпевшему колено, за что был приговорён к 7 годам лишения свободы.
В 2005 году был арестован за грабёж и приговорён к 4 годам и 6 месяцам лишения свободы. В 2010 году был арестован за кражу и приговорён к одному году лишения свободы.
В 2011 году, как только Новик вышел на свободу, совершил кражу и был приговорён к 5 годам лишения свободы.
Первая популярность к Новику пришла в 2013 году во время его последнего тюремного заключения, когда неизвестный выложил на YouTube видеоролик «Мопс не гребень». Сокамерник Мопса, Андрей Щадило, который вёл видеосъёмку, приставал к Новику, задавал вопросы о жизни, поведении и сексуальных предпочтениях, а последний всячески пытался прекратить видеосъёмку и расспросы.
В 2016 году был освобождён из-под стражи и совместно с Щадило стал проводить прямые трансляции на платформе Twitch. На стримах Новик выполнял различные задания за денежное вознаграждение от подписчиков: удар от Щадило, выстрел из пневматического пистолета, выпить пол литра водки и так далее, за что был прозван треш-стримером.
В 2019 году Сергей Новик заболел туберкулёзом и двухсторонней пневмонией, и, после непродолжительной болезни, 17 декабря того же года скончался.

## Видеография
| Год  | Название              | Примечание |
| ---- | --------------------- | ---------- |
| 2017 | «Золотая кость Ютуба» |            |
| 2017 | «Реквием по Мопсу»    |            |